# Representação do Brasil na Junta Interamericana de Defesa

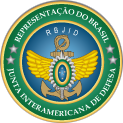
Emblema da representação brasileira.

A Representação do Brasil na Junta Interamericana de Defesa (RBJID) é um órgão de representação brasileira vinculada ao Ministério da Defesa do Brasil com o objetivo de atender aos compromissos brasileiros na Junta Interamericana de Defesa (JID). Também é função da RBJID acompanhar as atividades previstas pela Comissão de Segurança Hemisférica da Organização dos Estados Americanos (CSH/OEA).

## Unidades
As atuais unidades são:

### Sede da Representação
Situada em Washington, onde estão o chefe da delegação, representante do Governo brasileiro no Conselho de Delegados, três delegados (Marinha, Exército e Força Aérea), pessoal administrativo (designados por rodízio entre as Forças) e auxiliares locais.

### Casa do Soldado
Situada em Washington onde se realizam as assembléias do Conselho de Delegados, com as presenças dos chefes de delegação dos países membros.

### Colégio Interamericano de Defesa (CID)
Também situada em Washington onde é desenvolvido o Curso Superior de Defesa e Segurança Hemisférica, com a duração de um ano, contando com a participação de três oficiais brasileiros, um de cada Força, e um professor da Escola Superior de Guerra (ESG).

## Integrantes
O Brasil participa da JID desde sua criação, em 1942, com três oficiais, um de cada Força. Desde janeiro de 1979 um oficial general passou a exercer o cargo de chefe da Representação. Durante o período de julho de 2006 a junho de 2007 o representante brasileiro a época, general-de-divisão Jorge Armando de Almeida Ribeiro, ocupou a presidência da JID. O general foi o primeiro oficial de fora dos Estados Unidos a presidir a JID.

### Integrantes atuais
Os integrantes atuais, são:
- Chefe da representação: Contra Almirante Nelson Nunes da Rosa [6]
- Delegados:
  - Força Aérea: Coronel Ismail Brandão Abtibol Neto
  - Exército: Coronel Sérgio Medeiros
  - Marinha: Capitão de mar e guerra Carlos Eduardo Quaresma Botelho

## Fatos históricos
- Entre 15 e 18 de janeiro de 1942 ocorreu, no Rio de Janeiro, a Terceira Reunião de Consulta dos Ministros das Relações Exteriores das Repúblicas Americanas, que recomendou, por meio da Resolução 39, a "reunião imediata, em Washington, de uma comissão composta por técnicos militares e navais nomeados por cada um dos governos para estudar e sugerir a esses as medidas necessárias para a defesa do continente".[8]
- Em 28 de março de 1942, ocorreu uma reunião preliminar dos membros da JID, no Salão das Américas do Palácio da União Pan-americana, em Washington, sob a presidência do seu diretor-geral, dr. L. S. Rowe.[8]
- Em 24 de agosto de 1942, 7 meses após a criação da JID, em sessão extraordinária, o general Amaro Bittencourt, chefe da delegação do Brasil, transmitiu aos outros delegados a nota enviada pela chancelaria brasileira, reconhecendo o estado de guerra com a Alemanha e com Itália[9].
- A partir de 1950 a delegação do Brasil passa a incluir, além dos delegados e assessores, oficiais do Estado-Maior da JID.[8]
- A partir de 1962, com a criação do Colégio Interamericano de Defesa (CID), a participação brasileira passa a contar com assessores naquele instituto de altos estudos.[8]
- Nos anos 70, a representação brasileira passou a contar com a participação de civis no CID, oriundos do corpo permanente da Escola Superior de Guerra (ESG).[8]
- Em 22 de janeiro de 1979, pelo decreto 83.068, cabe à RBJID assegurar a coordenação dos trabalhos da delegação do Brasil na JID. Incluiu-se nas competências da RBJID a de assessorar a Representação Permanente do Brasil junto à OEA em assuntos militares. A partir de então, o chefe da delegação do Brasil na JID, agora chefe da RBJID, passava a ser nomeado exclusivamente para o exercício da função, assim como os oficiais designados para o escritório são nomeados delegados.[8]
- No período de 18 a 22 de março de 2008, em viagem aos Estados Unidos, o ministro da Defesa, Nelson Jobim, discursou ao Conselho de Delegados da JID e no "Center for Strategic and International Studies" (CSIS)[10].